# Эмилия Терция
Эмилия Терция (лат. Aemilia Tertia; умерла в 163/162 году до н. э.) — римская матрона из патрицианского рода Эмилиев, жена Публия Корнелия Сципиона Африканского и мать Корнелии.

## Биография
Эмилия принадлежала к знатному патрицианскому роду, который античные авторы относят к самым старым семействам Рима. Его генеалогию возводили либо к Пифагору, либо ко второму царю Рима Нуме Помпилию (наряду с Пинариями, Помпониями и Кальпурниями). Отцом Эмилии был Луций Эмилий Павел, консул 219 и 216 годов до н э., погибший при Каннах, братом — Луций Эмилий Павел Македонский. Валерий Максим называет Эмилию Терцией («Третьей»), но её гипотетические старшие сёстры в источниках не упоминаются.
Когда родилась Эмилия Терция, неизвестно. Достигнув брачного возраста, она стала женой Публия Корнелия Сципиона (впоследствии Африканского); учитывая предполагаемые даты рождения сыновей, это замужество должно было состояться до 210 года до н. э., когда Сципион на пять лет уехал в Испанию в качестве проконсула. Брак оказался счастливым: источники отмечают доброту и терпение, с которыми Эмилия относилась к супругу до самой его смерти (183 год до н. э.). Так, узнав об интрижке мужа с молодой рабыней, Эмилия оставила это без последствий, не желая, по словам Валерия Максима, «чтобы столь великий муж был очернён из-за женской ревности», а когда Сципион умер, дала этой рабыне свободу и выдала замуж за вольноотпущенника. Тит Ливий сообщает о размолвке между супругами, случившейся из-за того, что Публий Корнелий, не посоветовавшись с женой, договорился о браке их младшей дочери и Тиберия Семпрония Гракха, но исследователи уверены, что этот брак был заключён спустя много лет после смерти Сципиона.
По словам Полибия, Эмилия Терция любила блеск и роскошь, «как подобало римлянке, делившей жизнь и счастье со Сципионом». Она умерла в 163 или 162 году до н. э. и оставила после себя большое состояние, единственным наследником которого стал её внук по усыновлению и племянник по крови — Публий Корнелий Сципион Эмилиан. Известно, что последний подарил многочисленные драгоценности Эмилии своей родной матери Папирии.

## Потомки
У Эмилии Терции было по крайней мере четверо детей — двое сыновей и две дочери. Старший сын (родился предположительно в 216 или 215 году до н. э.), получивший имя отца, из-за плохого здоровья не сделал карьеру и умер раньше матери; он усыновил своего двоюродного брата (родного племянника Эмилии Терции), получившего имя Публий Корнелий Сципион Эмилиан. Второй сын, Луций (родился предположительно в 214 году до н. э.), был претором в 174 году до н. э. Старшая дочь стала женой своего кузена Публия Корнелия Сципиона Назики, консула 162 и 155 годов до н. э., младшая — женой плебея Тиберия Семпрония Гракха, консула 177 и 166 годов до н. э., и матерью братьев Гракхов. Обе дочери родились после 200 года до н. э.